# La Flachère
La Flachère is een gemeente in het Franse departement Isère (regio Auvergne-Rhône-Alpes) en telt 417 inwoners (2005). De plaats maakt deel uit van het arrondissement Grenoble.

## Geografie
De oppervlakte van La Flachère bedraagt 2,8 km², de bevolkingsdichtheid is 148,9 inwoners per km².
De onderstaande kaart toont de ligging van La Flachère met de belangrijkste infrastructuur en aangrenzende gemeenten.

## Demografie
Onderstaande figuur toont het verloop van het inwonertal (bron: INSEE-tellingen).

1. ↑  Populations de référence 2022.